# Église abbatiale de La Trinité-Porhoët
L'église de la Trinité est une église catholique située dans la commune française de La Trinité-Porhoët, dans le département du Morbihan.

## Historique
Le Portail fait l’objet d’un classement au titre des monuments historiques depuis le 22 septembre 1914.
L'église (en dehors du portail) fait l’objet d’une inscription au titre des monuments historiques depuis le 28 juillet 1975.

## Architecture
Ce vaste édifice est bâti sur un fort dénivelé : la montée vers le chœur est remarquable.
Le bas-côté nord, les grandes arcades et les murs du bas-côté sud sont de style roman.
Dans le chœur, un arbre de Jessé, orné à sa base des écussons des familles de Rohan et du Porhoët, retrace la descendance de Jésus.
Il est représenté sur un retable datant de 1675.
La sablière nord est sculptée de fleurons, de rinceaux et d'anges portant les instruments de la Passion.

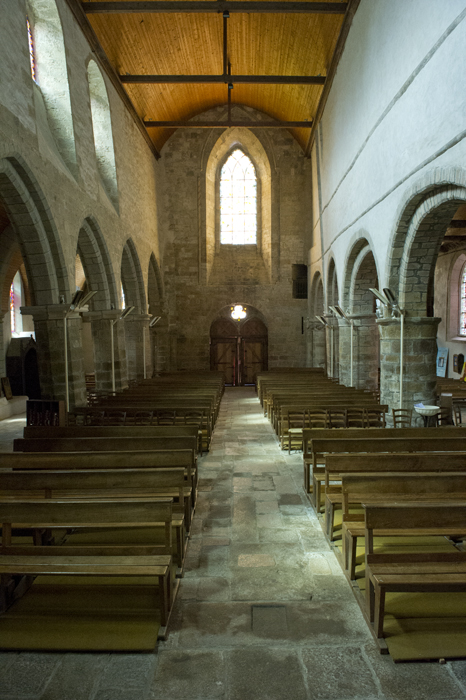
La nef
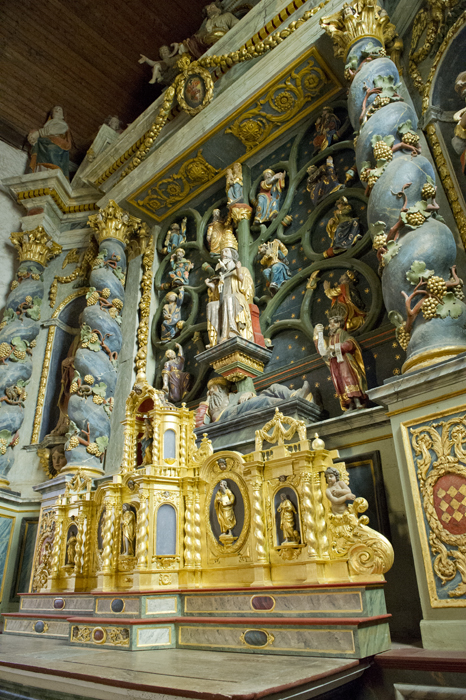